# Liste des parcs nationaux des Pays-Bas

Les parcs nationaux des Pays-Bas.

Cet article est une liste des vingt parcs nationaux des Pays-Bas, gérés par les provinces.
| Nom du parc                                      | Province                                    | Superficie | Année de création | Carte                                             | Photo                                      |
| ------------------------------------------------ | ------------------------------------------- | ---------- | ----------------- | ------------------------------------------------- | ------------------------------------------ |
| Parc national De Alde Feanen                     | Frise                                       | 4 000 ha   | 2006              | Kaart Alde Feanen Nationaal Park                  | Alde Feanen Nationaal Park                 |
| Parc national du Biesbosch                       | Brabant-Septentrional, Hollande-Méridionale | 9 000 ha   | 1994              | Kaart Biesbosch Nationaal Park                    | Biesbosch National Park                    |
| Parc national Drents-Friese Wold                 | Drenthe, Frise                              | 6 100 ha   | 2000              | Kaart Drents-Friese Wold Nationaal Park           | Drents-Friese Wold Nationaal Park          |
| Parc national du Drentsche Aa                    | Drenthe                                     | 10 600 ha  | 2002              | Kaart Drentse Aa Nationaal Park                   | Drentsche Aa Nationaal Landschap           |
| Parc national des Dunes de Texel                 | Hollande-Septentrionale                     | 4 300 ha   | 2002              | Kaart Duinen van Texel National Park              | Duinen van Texel National Park             |
| Parc national Dwingelderveld                     | Drenthe                                     | 3 700 ha   | 1991              | Kaart Dwingelderveld Nationaal Park               | Dwingelderveld Nationaal Park              |
| Parc national De Groote Peel                     | Brabant-Septentrional, Limbourg             | 1 340 ha   | 1993              | Kaart De Groote Peel Nationaal Park               | Groote Peel National Park                  |
| Parc national De Hoge Veluwe                     | Gueldre                                     | 5 500 ha   | 1935              | Kaart De Hoge Veluwe Nationaal Park               | Hoge Veluwe Nationaal Park                 |
| Parc national de Kennemerland du Sud             | Hollande-Septentrionale                     | 3 800 ha   | 1950-1995         | Kaart Zuid-Kennemerland Nationaal Park            | Zuid-Kennemerland Nationaal Park           |
| Parc national du Lauwersmeer                     | Groningue, Frise                            | 6 000 ha   | 2003              | Kaart Lauwersmeer Nationaal Park                  | Lauwersmeer Nationaal Park                 |
| Parc national De Loonse et des dunes de Drunense | Brabant-Septentrional                       | 3 700 ha   | 2002              | Kaart De Loonse en Drunense Duinen Nationaal Park | Loonse en Drunense Duinen Nationaal Park   |
| Parc national De Maasduinen                      | Limbourg                                    | 4 200 ha   | 1996              | Kaart De Maasduinen Nationaal Park                | Maasduinen Nationaal Park                  |
| Parc national De Meinweg                         | Limbourg                                    | 1 700 ha   | 1990              | Kaart De Meinweg Nationaal Park                   | Meinweg Nationaal Park                     |
| Parc national de Nieuw Land                      | Flevoland                                   | 28 900 ha  | 2018              | Parc national de Nieuw Land                       | Oostvaardersplassen                        |
| Parc national Oosterschelde                      | Zélande                                     | 37 000 ha  | 2002              | Kaart Oosterschelde Nationaal Park                | Oosterschelde Nationaal Park               |
| Parc national de Sallandse Heuvelrug             | Overijssel                                  | 2 740 ha   | 2004              | Kaart Sallandse Heuvelrug Nationaal Park          | Sallandse Heuvelrug Nationaal Park         |
| Parc national Schiermonnikoog                    | Frise                                       | 5 400 ha   | 1989              | Kaart Schiermonnikoog Nationaal Park              | Schiermonnikoog National Park              |
| Parc national Utrechtse Heuvelrug                | Utrecht                                     | 6 000 ha   | 2003              | Kaart Utrechtse Heuvelrug Nationaal Park          | Utrechtse Heuvelrug Nationaal Park         |
| Parc national de Veluwezoom                      | Gueldre                                     | 6 000 ha   | 1930              | Kaart Veluwezoom Nationaal Park                   | Veluwezoom Nationaal Park                  |
| Parc national de Weerribben-Wieden               | Overijssel                                  | 10 500 ha  | 1992-2009         | Kaart Weerribben-Wieden Nationaal Park            | Weerribben-Wieden Nationaal Park           |
| Parc transfrontalier de Zoom-Kalmthoutse Heide   | Brabant-Septentrional, Anvers               | 3 750 ha   | 2001              | Kaart De Zoom - Kalmthoutse Heide Nationaal Park  | Zoom - Kalmthoutse Heide Cross-Border Park |

## Particularités de certains Parcs nationaux
| Parc national du Drentsche Aa                  | parc et paysage de nature et de culture                   |
| Parc national De Hoge Veluwe                   | Parc fondé par initiative privée d'une fondation          |
| Parc national de Veluwezoom                    | Parc fondé par initiative privée d'une fondation          |
| Parc transfrontalier de Zoom-Kalmthoutse Heide | Parc transfrontalier, partiellement en Flandres, Belgique |